# Charmosyna palmarum
El lori palmero (Charmosyna palmarum) es una especie de ave psitaciforme de la familia Psittaculidae, endémica de las islas Vanuatu y Santa Cruz en el Pacífico occidental.

## Descripción
El lori palmero mide alrededor de 16 cm de longitud, incluida su larga cola. Su plumaje es prácticamente en su totalidad de color verde intenso, salvo su barbilla que es roja y el extremo final de su cola que es amarillo. Su pico es anaranjado.

## Distribución y hábitat
Se encuentra únicamente en los archipiélagos de Vanuatu y de las islas Santa Cruz, estas últimas pertenecientes a las islas Salomón. Su hábitat principal son las selvas húmedas tropicales de las montañas de ambos archipiélagos, generalmente por encima de los 1000 m s. n. m., aunque las bandadas suelen descender regularmente hasta la costa para alimentarse de los brotes de los cocoteros.